# Wacław Malinowski (podpułkownik)
Wacław Malinowski (ur. 19 stycznia 1896 w Grodnie, zm. po 13 listopada 1944) – podpułkownik piechoty Wojska Polskiego, działacz niepodległościowy, kawaler Orderu Virtuti Militari.

## Życiorys
Urodził się 19 stycznia 1896 w Grodnie, ówczesnej stolicy guberni grodzieńskiej, w rodzinie Jana i Józefy z Kamińskich. Był bratem Henryka (zm. 1915), oficera armii rosyjskiej, Zofii i Stanisławy po mężu Siliniewicz (zm. 1977). Wacław ukończył siedem klas w gimnazjum w Wilnie, a w 1914 w Dyneburgu zdał egzamin uzupełniający z zakresu klasy ósmej gimnazjum.
W sierpniu 1914 został wcielony do rosyjskiej 1 Konnej Baterii Zapasowej należącej do 1 Grenadierskiej Brygady Artylerii (ros. 1-я гренадерская артиллерийская бригада), na prawach wolontariusza (ros. Вольноопределяющийся).
27 grudnia 1918 został przyjęty do Wojska Polskiego z zatwierdzeniem posiadanego stopnia kapitana ze starszeństwem od dnia 7 listopada 1918 i przydzielony z dniem 15 listopada 1918 do Brygady Kresowej pułkownika Eugeniusza Pogorzelskiego.
2 grudnia 1930 prezydent RP nadał mu stopień podpułkownika z dniem 1 stycznia 1931 i 22. lokatą w korpusie oficerów piechoty. W styczniu 1931 został przeniesiony do 38 pułku piechoty w Przemyślu na stanowisko zastępcy dowódcy pułku.
13 listopada 1944 przybył do obozu koncentracyjnego Buchenwald, gdzie otrzymał numer więźniarski „65405”.
Wacław Malinowski 28 kwietnia 1928 w kościele św. Aleksandra w Warszawie zawarł związek małżeński z Łucją Radulską (zm. 1943 w Grodnie).
Siostra pułkownika Malinowskiego – Stanisława Siliniewicz została pochowana na Cmentarzu Komunalnym Północnym w Warszawie (kwatera W-11-3, rząd 2, miejsce 3). Jest to też symboliczny grób pułkownika Malinowskiego.

## Ordery i odznaczenia
- Krzyż Srebrny Orderu Wojskowego Virtuti Militari nr 6711 – 10 maja 1922[13][1]
- Krzyż Niepodległości – 9 listopada 1933 „za pracę w dziele odzyskania niepodległości”[14][15]
- Krzyż Kawalerski Orderu Odrodzenia Polski – 10 listopada 1938 „za zasługi w służbie wojskowej”[16][17]
- Krzyż Walecznych[18]
- Złoty Krzyż Zasługi – 19 marca 1935 „za zasługi w służbie wojskowej”[19][20]
- Medal Pamiątkowy za Wojnę 1918–1921[18]
- Medal Dziesięciolecia Odzyskanej Niepodległości[18]
- Odznaka za Rany i Kontuzje z jedną gwiazdką[21]
- Krzyż Legionowy[21]
- Medal Zwycięstwa[18]